# Mehdi Houas
Mehdi Houas (arabe : مهدي حواص), né le 9 novembre 1959 à Marseille, est un chef d'entreprise et homme politique franco-tunisien. Il est ministre du Commerce et du Tourisme du 27 janvier au 24 décembre 2011 au sein du gouvernement de Mohamed Ghannouchi puis dans celui de Béji Caïd Essebsi.

## Biographie

### Famille et études
Né à Marseille en 1959, Mehdi Houas est de nationalité franco-tunisienne. Il est le benjamin d'une fratrie de cinq frères et sœurs. Son père, Béchir Houas, exerçant dans la marine marchande, doit s'exiler en France, étant en désaccord avec Habib Bourguiba.
Mehdi Houas poursuit ses études en France : il obtient la mention bien au baccalauréat, puis prépare le concours de l'École polytechnique, auquel il ne peut se présenter à cause de problèmes administratifs. Il suit des études d'ingénieur dans les télécommunications, sortant diplômé en 1983 de l'École nationale supérieure des télécommunications.

### Carrière d'entrepreneur
Il commence sa carrière professionnelle en 1983 au sein du groupe IBM, où il sort dans les premiers d'un concours interne mais qu'il quitte après des déconvenues professionnelles, ainsi que dans d'autres grands groupes mondiaux.
Toujours en France, il se lance dans l'entrepreneuriat en 1989 et participe ensuite à la création de quatre entreprises dans le domaine du conseil, dont Telease Consulting la même année (devenue Valoris en 1993, entreprise de télécommunications qui se développe rapidement, passant de 150 salariés en 1994 à 1 200 en 2001), et Talan en 2002, dont il est également le PDG.
Cette dernière société est créée avec Éric Benamou et Philippe Cassoulat dans le but de concevoir un modèle d'entreprise novateur axé sur le rôle du consultant. En 2008, elle est représentée à Paris, New York, Hong Kong, Tokyo et Dubaï et travaille notamment avec la Société générale ou Bouygues.

### Carrière politique
Mehdi Houas milite pendant plusieurs années pour la promotion de la diversité et s'engage dans plusieurs associations. Il est membre du club XXIe siècle.
À la suite de la révolution de 2011, il est nommé ministre du Commerce et du Tourisme dans le gouvernement d'union nationale de Mohamed Ghannouchi puis dans celui de Béji Caïd Essebsi. Il doit faire face à une baisse de 80 % de la fréquentation touristique annuelle (laquelle représente alors 10 % du PIB et assure l'emploi de 400 000 personnes), conséquence de la révolution. Les mesures qu'il prend sont notamment des aides au secteur de l'hôtellerie (allongement des délais de factures et de charges) et des campagnes publicitaires. Slim Chaker est, un temps, son secrétaire d'État.
Le 4 octobre 2013, le parti Nidaa Tounes annonce son ralliement, ce qu'il dément le 8 octobre.

## Vie privée
Il est père de deux fils, Béchir et Brahim, qui habitent dans le 7e arrondissement de Paris.